# Анастази III (Кротоне)
Анастази III је насеље у Италији у округу Кротоне, региону Калабрија.
Према процени из 2011. у насељу је живело 42 становника. Насеље се налази на надморској висини од 26 м.